# Souleymane Dembélé
Pour les articles homonymes, voir Dembélé.
Souleymane Dembélé est un footballeur international malien né le 3 septembre 1984. Il évolue au poste de défenseur.

## Biographie
En 2007, il remporte la Coupe Amílcar Cabral avec l'équipe du Mali et se voit désigné meilleur joueur de la compétition.
Il participe à la Coupe d'Afrique des nations 2008 avec l'équipe du Mali.

## Carrière
- 2003-2004 : Stade malien  Mali
- 2005-2009 : Djoliba AC  Mali
- 2009- : FUS de Rabat  Maroc[1],[2]

## Sélections
- 11 sélections en équipe du Mali depuis 2004